# Tephrocactus alexanderi
Tephrocactus alexanderi là một loài thực vật có hoa trong họ Cactaceae. Loài này được Backeb. miêu tả khoa học đầu tiên.

## Hình ảnh

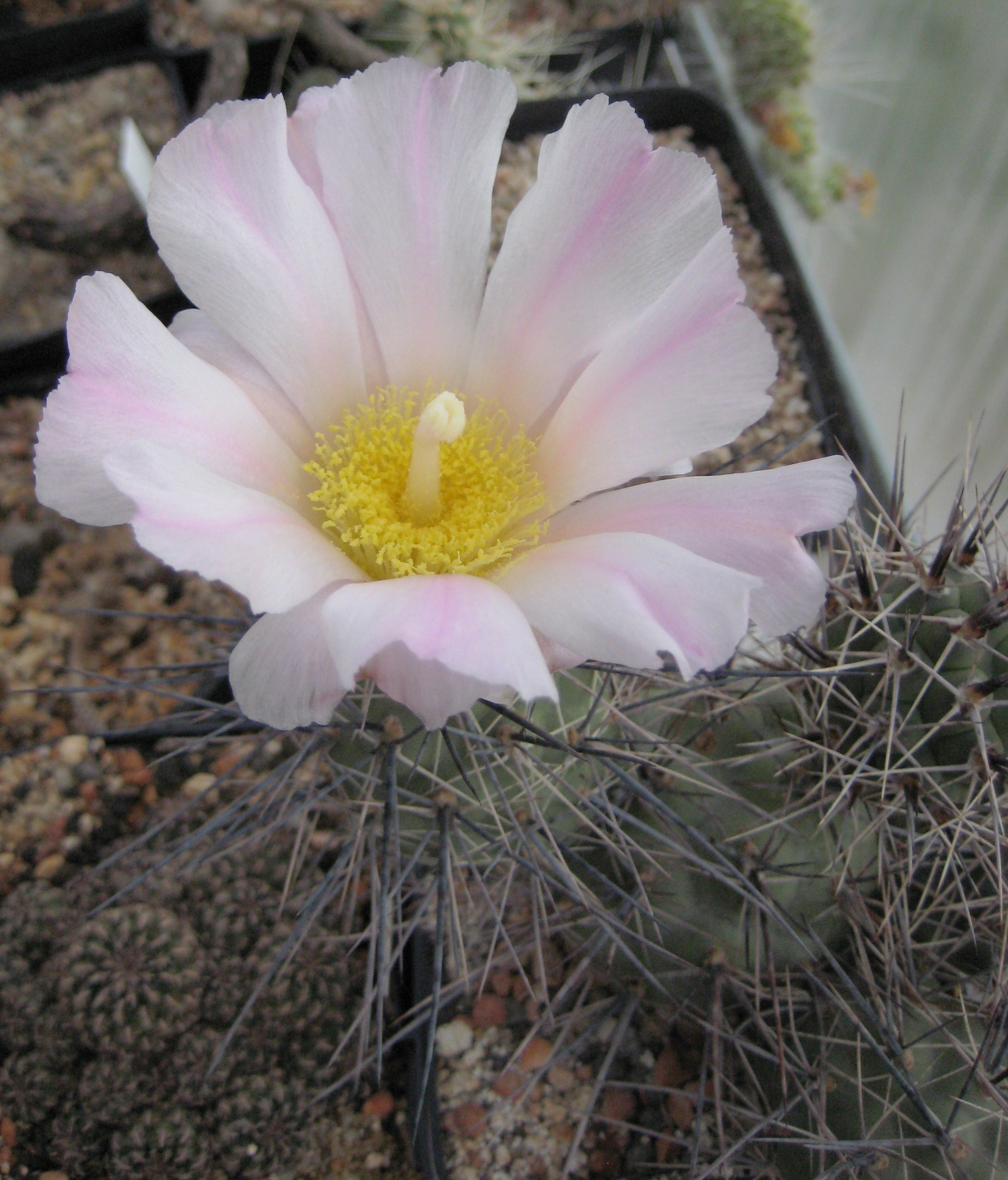
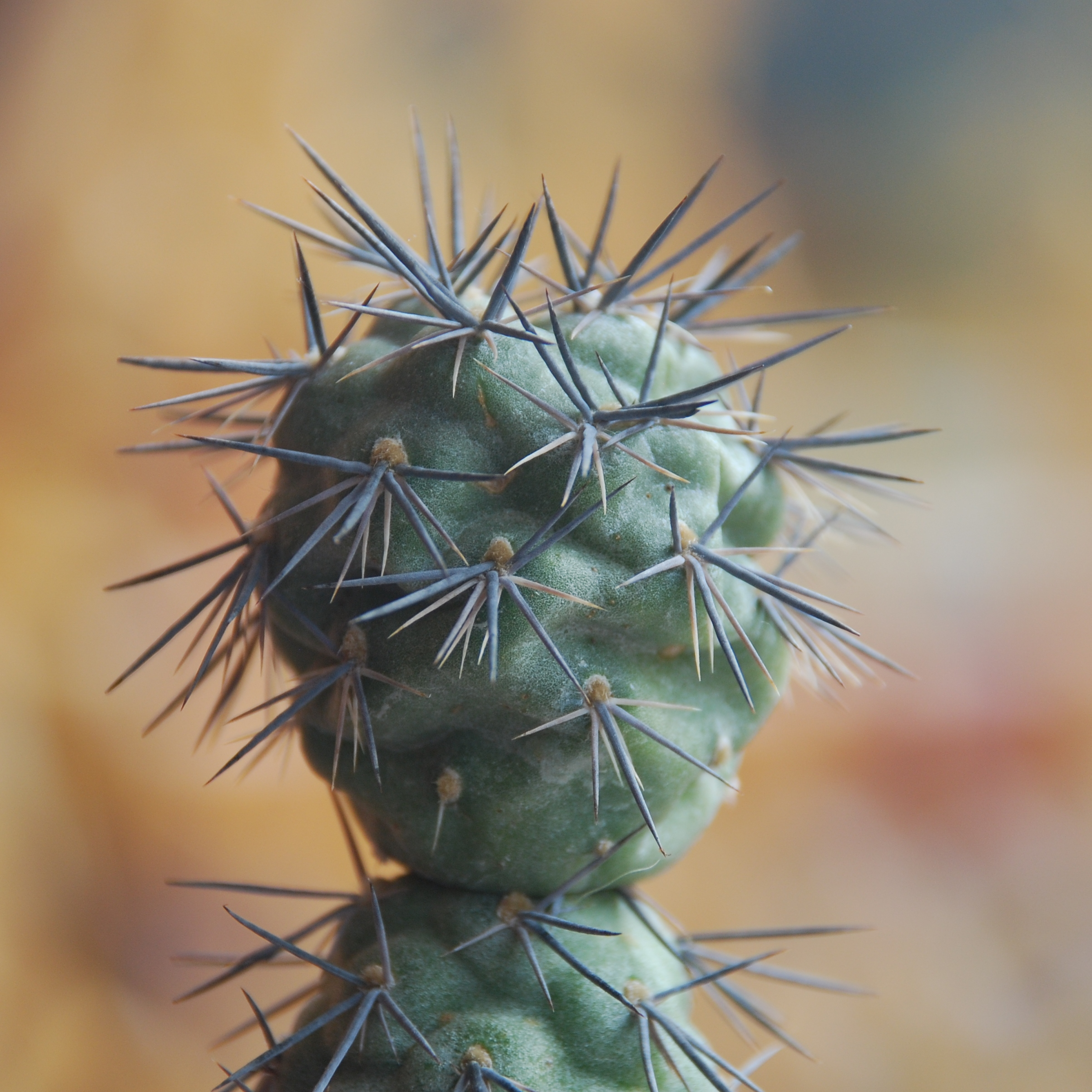